# EVEREST
EVEREST是一套由Lavalys公司所開發及發行的電腦系統檢測軟體，屬於商業軟體，分有企業版（Corporate Edition）與極致版（Ultimate Edition）。EVEREST可以讀取電腦系統的諸多硬體與軟體資訊，並整理於單一介面，方便用戶檢視電腦組態。

## 外部連結
- Lavalys官方網站（页面存档备份，存于）（英文）